# Stonewall Inn
Stonewall Inn er en bar for homoseksuelle i Greenwich Village kvarteret i Lower Manhattan, New York City og stedet for Stonewall-optøjerne i 1969, som i vid udstrækning anses for at være den vigtigste enkeltbegivenhed der har ført til den homoseksuelle befrielsesbevægelse og den moderne kamp for LGBT-rettigheder.
Det oprindelige værtshus, som fungerede mellem 1967 og 1969, var placeret på 51-53 Christopher Street, mellem Seventh Avenue South og Waverly Place. Stonewall Inn i New York lukkede kort efter optøjerne og blev brugt i forskellige sammenhæng gennem årene. Der er dog ikke noget tilbage af det oprindelige Stonewall Inns inventar. I 1990 blev 53 Christopher Street udlejet til en ny bar og omkring et år senere skiftede den navn til Stonewall. Den nuværende ledelse købte baren i 2006 og har drevet den som Stonewall Inn lige siden.
Bygningerne er begge en del af New York City Landmarks Preservation Commission's Greenwich Village Historic District, udpeget i april 1969. Bygningerne og det omkringliggende område har været opført i National Register of Historic Places siden 1999 og blev navngivet et National Historic Landmark i 2000. Det var den første LGBTQ-associeret ejendom opført i et statsligt og nationalt register over historiske vartegn Stonewall 50 – WorldPride NYC 2019 var den største internationale Pride-fejring nogensinde, afholdt til minde om 50-året for Stonewall-oprøret, med 150.000 deltagere og fem millioner tilskuere alene på Manhattan.

## Tidlig historie
I 1930 åbnede Stonewall Inn, nogle gange kendt som Bonnie's Stonewall Inn, formentlig til ære for sin indehaver, Vincent Bonavia, på 91 Seventh Avenue South. Udadtil var det en tesalon, der serverede lette måltider og ikke-alkoholiske drikkevarer. Men faktisk var det en smugkro. 
I 1934, et år efter afslutningen af spiritusforbuddet, flyttede Bonavia til Christopher Street 51-53, hvor et stort lodret skilt blev installeret med navnet "Bonnie's Stonewall Inn." De to butiksfacader på Christopher Street 51-53 blev bygget som stalde i midten af det 19. århundrede. I 1930 blev bygningerne kombineret med én facade til at huse et bageri. Bonnie's Stonewall Inn fungerede som en bar og restaurant indtil 1964, hvor interiøret blev ødelagt af brand. 
I 1966 investerede tre medlemmer af Genovese-mafiafamilien i Stonewall Inn og forvandlede den til en homobar. Det havde tidligere været en restaurant og en natklub for heteroseksuelle. Mafiaen mente, at et establishment rettede mod homoseksuelle, meget vel kunne give overskud, da de kunne servere udvandet alkohol og krævede regelmæssige betaling for "beskyttelse". Det var også almindeligt, at mafiaen afpressede velhavende gæster. Stonewall blev en populær bar for homoseksuelel, da den havde et dansegulv og en jukeboks. Mens politirazziaer var almindelige, var det en af de eneste barer i byen, hvor par kunne danse tæt sammen (selvom razzierne betød, at de hurtigt skulle skilles ad). Baren blev drevet som en privat klub, hvor gæster underskrev en logbog ved ankomst, for at undgå kravet om en spiritusbevilling. Selvom baren ikke åbenlyst blev brugt til prostitution, fandt narkosalg og andre "kontante transaktioner" sted.

## Opstand
Stonewall-oprøret var en række spontane, militante demonstrationer imod en politirazzia, der fandt sted i de tidlige morgentimer den 28. juni 1969 på Stonewall Inn. Omkring kl. 1 om natten havde Seymour Pine fra politiets Public Morals Division og fire andre betjente slået sig sammen med to mandlige og to kvindelige civilklædte politibetjente, som allerede var placeret inde i baren. Lysene på dansegulvet blinkede, som signal der advarede gæsterne om politiets ankomst. Denne gang gik den rutinemæssige razzia dog ikke som planlagt. Patruljevognene, der havde ansvaret for at transportere de arresterede gæster og alkoholen fra baren, tog længere tid om at ankomme end forventet. I stedet voksede skaren af frigivne gæster og tilskuere at vokse uden for kroen. Forfatteren David Carter mente senere, at politibetjentene til sidst blev så bange for menneskemængden, at de nægtede at forlade baren i 45 minutter.
Det sidste strå var da et slagsmål brød ud, da Stormé DeLarverie blev eskorteret i håndjern fra baren til den ventende politivogn flere gange. Hun flygtede gentagne gange og kæmpede med fire af politibetjentene i omkring 10 minutter. Tilskuere huskede, at hun råbte til dem: "Hvorfor gør I ikke noget?!" Efter at en betjent havde samlet hende op og hev hende ind bag i vognen, gik folkemængden amok": "Det var i det øjeblik, at scenen blev eksplosivt voldelig."   